# 제주특별자치도동물위생시험소
제주특별자치도동물위생시험소(濟州特別自治道動物衛生試驗所)은 제주특별법 제44조에 따라 축산물 안전성 검사, 가축전염병 방역, 반입 가축검사 계류장 운영 등 가축전염병 없는 청정지역 유지와 가축위생·수의공중보건에 관한 시험·검사·검진 및 연구를 위하여 설치된 제주특별자치도청 소속기관이다.

## 같이 보기
- 제주특별자치도청